# Cissampelos reticulata
Cissampelos reticulata är en tvåhjärtbladig växtart som beskrevs av A. Borhidi. Cissampelos reticulata ingår i släktet Cissampelos och familjen Menispermaceae. Inga underarter finns listade i Catalogue of Life.